# Malaika

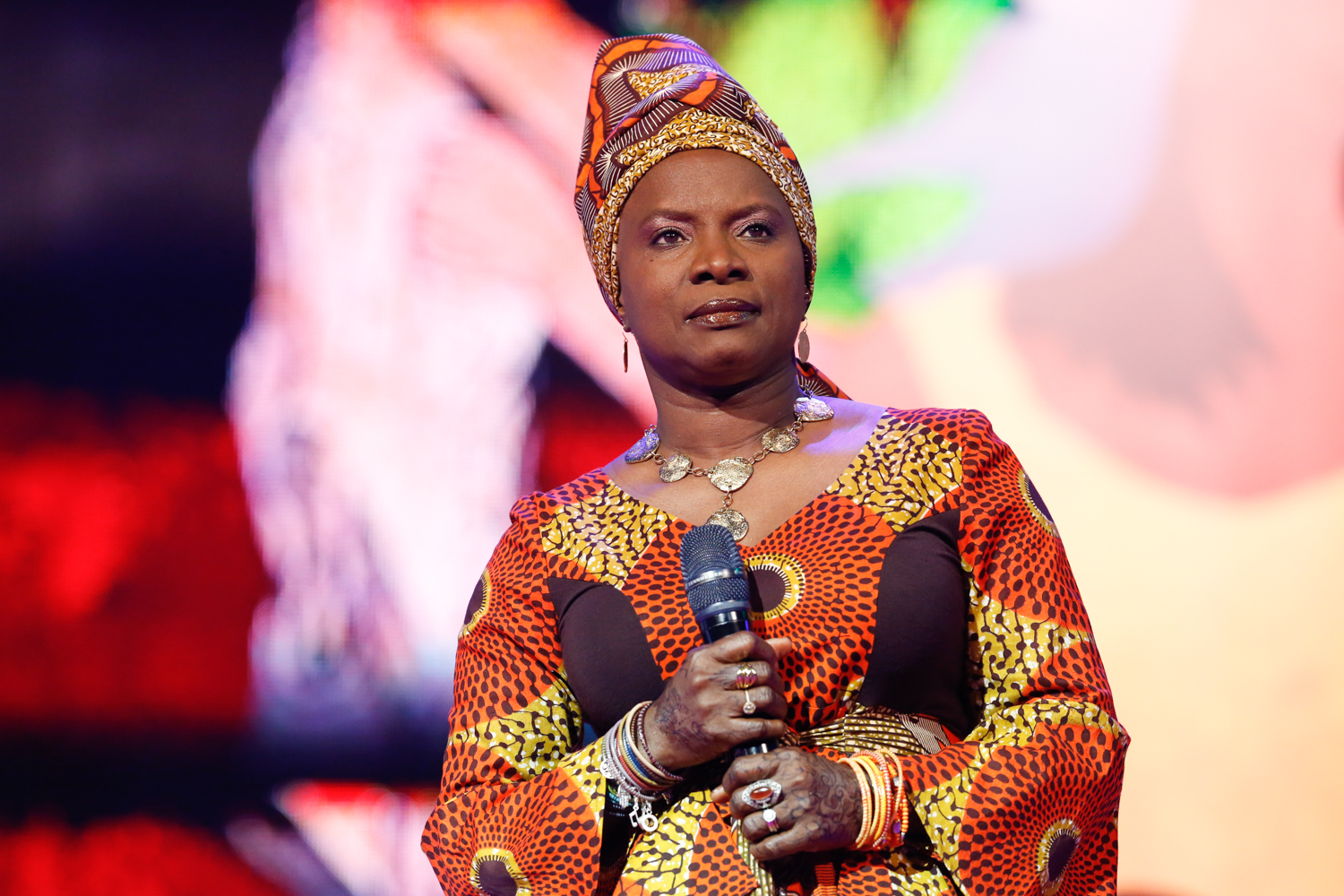
Angelique Kidjo durante o 25o Premio da Musica Brasileira no Theatro Municipal.

«Malaika» es una canción en idioma suajili . El significado de la palabra suajili Malaika en castellano se traduce como ángel. Al igual que otras palabras del idioma suajili, esta palabra proviene del árabe. Malaika es también el título de una de las canciones de amor más populares en Kenia. La canción se ha usa a veces como canción de cuna en África del Este, por lo cual Malaika suele utilizarse también como sinónimo de "bebé", "nena", o "niña pequeña". Es una de las canciones más ampliamente conocidas en idioma suajili. 
La autoría de la canción está disputada, aunque se le atribuye inicialmente a Fadhili William que fue el primero en grabar la canción con su grupo Jambo Boys en 1960.

## Letra
El texto original y la traducción por Rupert Moser originariamente es en alemán:
Malaika, nakupenda Malaika

 "¡Mi ángel!, ¡yo te quiero, mi ángel!"

Malaika, nakupenda Malaika

 "¡Mi ángel!, ¡yo te quiero, mi ángel!"

Nami nifanyeje, kijana mwenzio

 "¿y qué puedo hacer yo?, ¡jovencito mío!"

Nashindwa na mali sina, we,

 "Fracasé y empobrecí, ¡tú!"

Ningekuoa Malaika

 "Me casaría contigo, ángel"

Nashindwa na mali sina, we,

 "Fracase y empobrecí, ¡tú!"

Ningekuoa Malaika

 "Me casaría contigo, ángel"

Kidege, hukuwaza kidege

 "Pajarito, pienso en ti pajarito"

Nami nifanyeje, kijana mwenzio

 "¿y qué puedo hacer yo?, ¡jovencito mio!"

Nashindwa na mali sina, we,

 "Fracasé y empobrecí, ¡tú!"

Ningekuoa Malaika

 "Me casaría contigo, ángel"

Nashindwa na mali sina, we,

 "Fracasé y empobrecí, ¡tú!"

Ningekuoa, Malaika

 "Me casaría contigo, ángel"

Pesa zasumbua roho yangu

 "El dinero (que no tengo) entristece mi alma"

Pesa zasumbua roho yangu

 "El dinero (que no tengo) entristece mi alma"

Nami nifanyeje, kijana mwenzio

 "¿y qué puedo hacer yo?, ¡jovencito mio!"

Ningekuoa Malaika

 "Me casaría contigo, ángel"

Nashindwa na mali sina, we

 "Fracasé y empobrecí, ¡tú!"

Ningekuoa Malaika

 "Me casaría contigo, ángel"